# Machová (přírodní rezervace)
Machová je přírodní rezervace jižně od obce Javorník v okrese Hodonín o výměře 118,19 ha. Území tvoří především teplomilné louky se solitérními listnáči, část pak mokřadní louky a prameniště. Oblast spravuje AOPK ČR Správa CHKO Bílé Karpaty.
Důvodem ochrany je komplex přirozených bělokarpatských luk s bohatou květenou a entomofaunou (skupiny dvoukřídlí, motýli, rovnokřídlí, šíropasí). V oblasti se četně vyskytují různí zástupci z čeledi vstavačovitých i jiné chráněné a kriticky ohrožené rostlinné druhy (hvozdík, lilie, kosatce). Místo je také významné z malakologického hlediska.